# پست مالون
آستین ریچارد پست (انگلیسی: Austin Richard Post؛ زادهٔ ۴ ژوئیهٔ ۱۹۹۵) که با نام حرفه‌ای پست مالون (Post Malone) شناخته می‌شود، خواننده، رپر، ترانه‌سرا، تهیه‌کنندهٔ موسیقی و گیتاریست آمریکایی است. سبک مالون به‌دلیل آمیختن ژانرهای گوناگون — شامل هیپ هاپ، پاپ، آراندبی و ترپ — متمایز توصیف شده است.
نام مالون با فروش بیش از ۸۰ میلیون نسخه از آثار، در میان پرفروش‌ترین هنرمندان موسیقی قرار گرفته است. افتخارات او شامل ده جایزه موسیقی بیلبورد، سه جایزه موسیقی آمریکا، یک جایزه موسیقی ویدئوی ام‌تی‌وی و نه نامزدی در گرمی می‌شود. او دارای چندین رکورد در جدول بیلبورد است: او نخستین هنرمند انفرادی است که هم در جدول‌های رپ ایرپلی و هم بزرگسالان معاصر در صدر قرار گرفته است. تا سال ۲۰۲۴، مالون با هشت ترانه، رکورد بیشترین گواهی الماس به نام خود را دارد.

## اوایل زندگی
آستین ریچارد پست در ۴ ژوئیه ۱۹۹۵، در سیراکیوس، نیویورک به دنیا آمد. او توسط پدرش ریچارد پست و نامادریش جودی بزرگ شد. پدرش در جوانی دی‌جی بود و مالون را با ژانرهای مختلف موسیقی از جمله  هیپ هاپ، کانتری و راک آشنا کرد. هنگامی که مالون نه ساله بود، او و خانواده‌اش به گریپواین، تگزاس نقل مکان کردند و پدرش در آن‌جا مسئول غرفه خوراکی تیم فوتبال دالاس کاوبویز شد. مالون شروع به نواختن گیتار کرد و در سال ۲۰۱۰ برای گروه آمریکایی کراون د امپایر تست داد، اما پس از پاره شدن سیم‌های گیتارش در طول تست، رد شد. او علاقه اولیهٔ خود به یادگیری گیتار را به بازی ویدیویی گیتار هیرو نسبت داد.
مالون به موسیقی آلترناتیو راک ابراز تمایل کرده است و در ژوئن ۲۰۱۷ به‌عنوان دی‌جی در لس آنجلس، کالیفرنیا حضور یافت و ترانه‌های گروه آلت-راک آمریکایی مای کمیکال رومنس را اجرا کرد. به گفته مالون، نخستین ورود او به موسیقی حرفه‌ای زمانی آغاز شد که در یک گروه هوی متال بود. او می‌گوید بلافاصله پس از آن، پیش از اینکه در اف‌ال استودیو شروع به تمرین و تجربه کند، به سبک راک و هیپ هاپ روی آورد.

## زندگی شخصی
تا سال ۲۰۱۹، مالون در خانه‌ای میلیون دلاری به مساحت ۱۲٬۷۰۰-فوت-مربع (۱٬۱۸۰-متر-مربع) در کاتن‌وود هایتس، یوتا اقامت داشت. در سپتامبر ۲۰۱۸، اموال خانهٔ سابق او در دره سن فرناندو به سرقت رفت. مالون با اشلن دیاز رابطهٔ سه ساله‌ای داشت که در نوامبر ۲۰۱۸ به پایان رسید.
در ۲۱ آگوست ۲۰۱۸، هواپیمای مالون حین ترک فرودگاه تیتربورو قرار بود در فرودگاه لوتن لندن به زمین بنشیند. لاستیک‌ها هنگام برخاستن پنچر شدند و هواپیما برای فرود اضطراری به فرودگاه بین‌المللی استیوارت تغییر مسیر داد. هواپیما به سلامت فرود آمد. هنگامی که هواپیما فرود آمد، مالون در ایکس (پیش‌تر توییتر) نوشت: «بچه‌ها، من فرود آمدم. از دعای شما متشکرم. باور نمی‌کنم چطور خیلی از مردم در این وب‌سایت برای من آرزوی مرگ کردند. گاییدمتون. اما امروز نه.»
مالون در ۸ سپتامبر ۲۰۱۸ در یک تصادف رانندگی دخیل بود. رولز-رویس ریس متعلق به مالون اوایل صبح در حال رانندگی در سانتا مونیکا، کالیفرنیا بود که در ساعت ۳:۳۰ بامداد با خودروی دیگری برخورد کرد. اگرچه کسی در این حادثه به شدت آسیب ندید، چند نفر برای جراحات جزئی تحت مداوا قرار گرفتند.
در مهٔ ۲۰۲۲، مالون اعلام کرد او و دوست‌دخترش در انتظار نخستین فرزندشان هستند. در ژوئن همان سال طی حضور در نمایش هاوارد استرن، مالون اعلام کرد که او و دوست دخترش نامزد کرده‌اند و صاحب یک دختر شده‌اند.

### سلامتی
در مارس ۲۰۲۰، ویدئویی منتشر شد که نشان می‌داد مالون روی صحنه در حال افتادن و رفتار عجیب بود. این کار باعث نگرانی طرفداران در مورد سلامتی او شد. مالون سپس گفت که مواد مخدر مصرف نمی‌کند و حالش خوب است. مدیر برنامهٔ او نیز اعلام کرد که نیازی به نگرانی نیست و رفتار مالون بخشی از اجرا بوده است.

### تتو

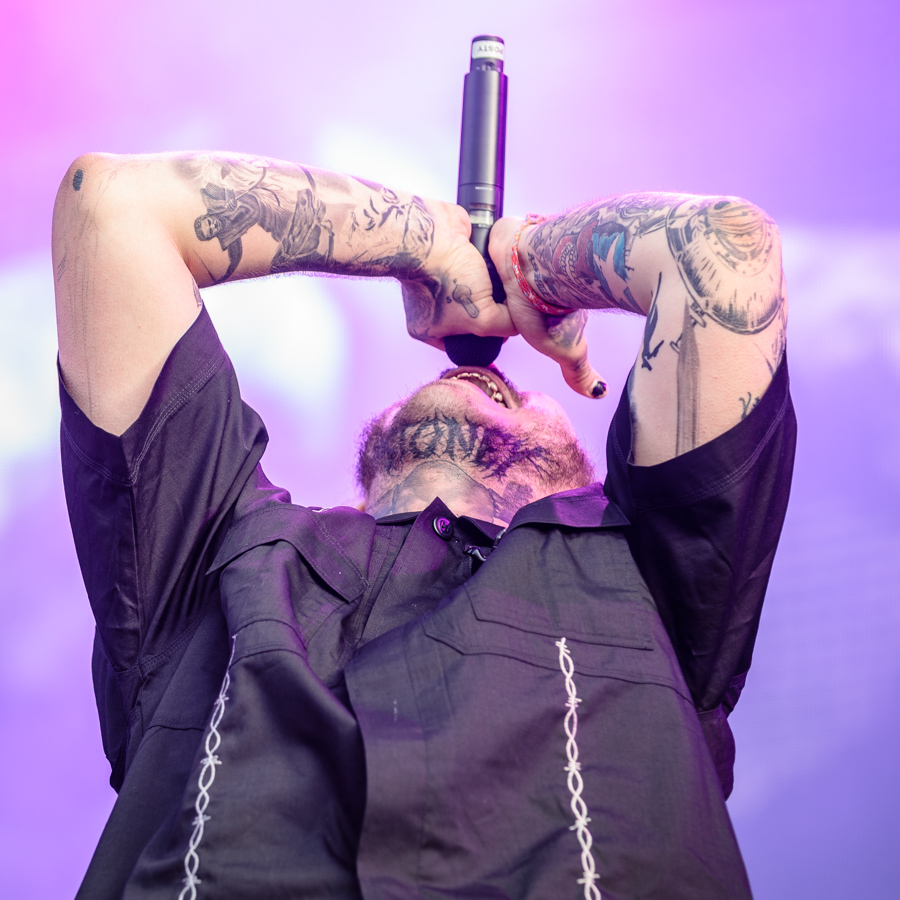
در خالکوبی زیر چانه مالون، نام نخستین آلبوم او نوشته شده است.

مالون تعدادی خالکوبی دارد که خودش آنها را ترسیم کرده است. او همچنین روی بدن چند دوست و آشنا خالکوبی ترسیم کرده است. تا اوایل سال ۲۰۲۱، او حداقل ۷۸ خالکوبی داشته است.

## آلبوم‌شناسی
- استونی (۲۰۱۶)
- بیربانگز اند بنتلیز (۲۰۱۸)
- خونریزی هالیوود (۲۰۱۹)
- دندان‌درد دوازده قیراط (۲۰۲۲)
- آستین (۲۰۲۳)
- اف-۱ تریلیون (۲۰۲۴)